# Korenstapelhuis (Gent)

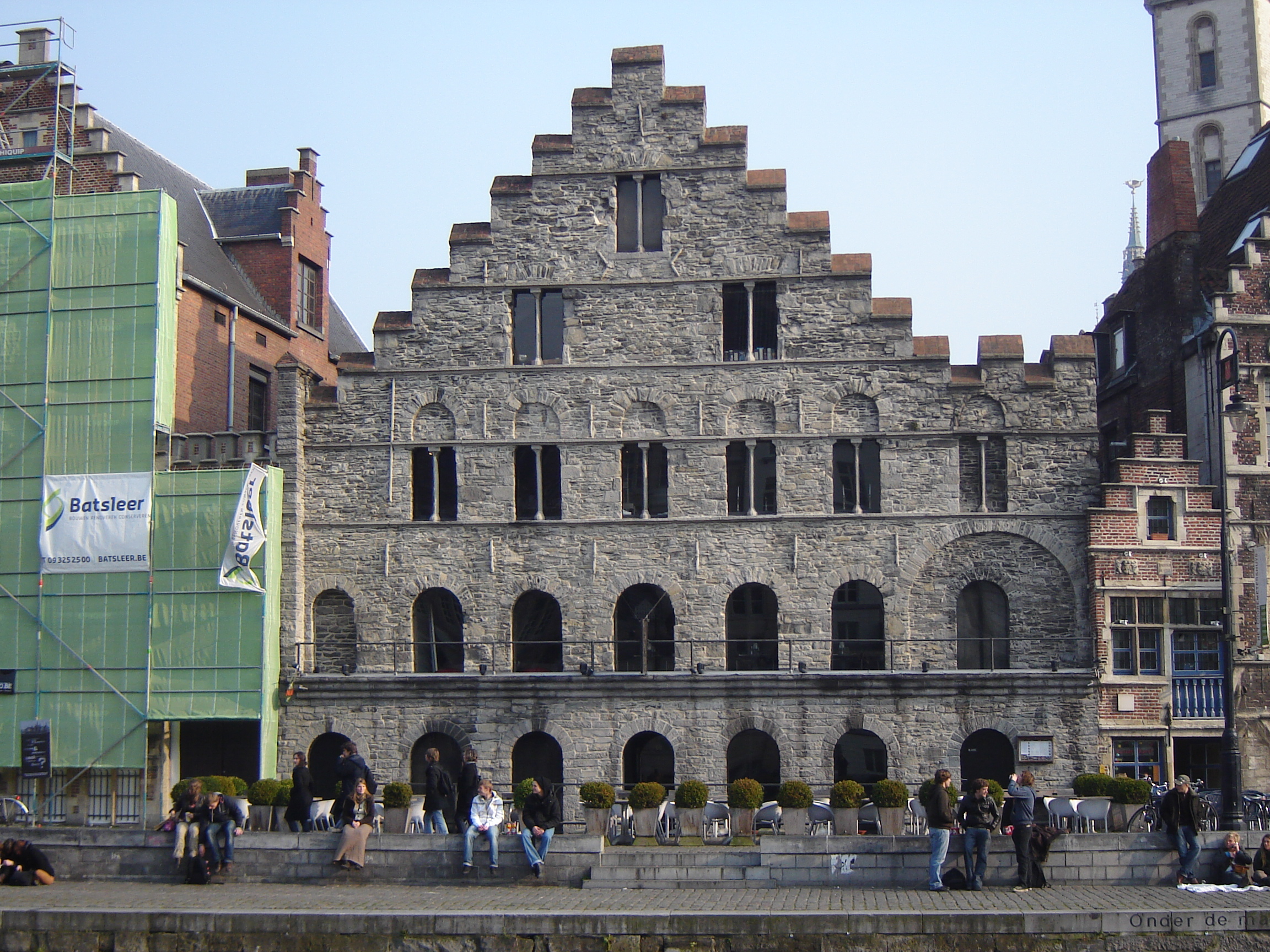
Korenstapelhuis of Spijker aan de Graslei, Gent

Het Korenstapelhuis of Spijker is een gildehuis in de Belgische stad Gent, aan de Graslei.
Het is een romaans steen uit de late 12e eeuw, en daarmee een van de oudste voorbeelden van burgerlijke romaanse architectuur in de Lage Landen. Het is opgetrokken in Doornikse kalksteen. Het functioneerde tot 1734 als spijker (graanstapelplaats). Daarna deed het gebouw dienst als vergaderruimte voor de pijnders (graanlossers). In de 19e eeuw geraakte het gebouw in verval, tot het in 1901-1902 werd gerestaureerd. Tegenwoordig is er een hamburgerrestaurant in gevestigd.
Rechts van het Korenstapelhuis is het Tolhuisje gelegen. De linkerzijmuur van het Tolhuisje is eigenlijk de buitenmuur van het Korenstapelhuis.